# ブレマー・ベイ (西オーストラリア州)

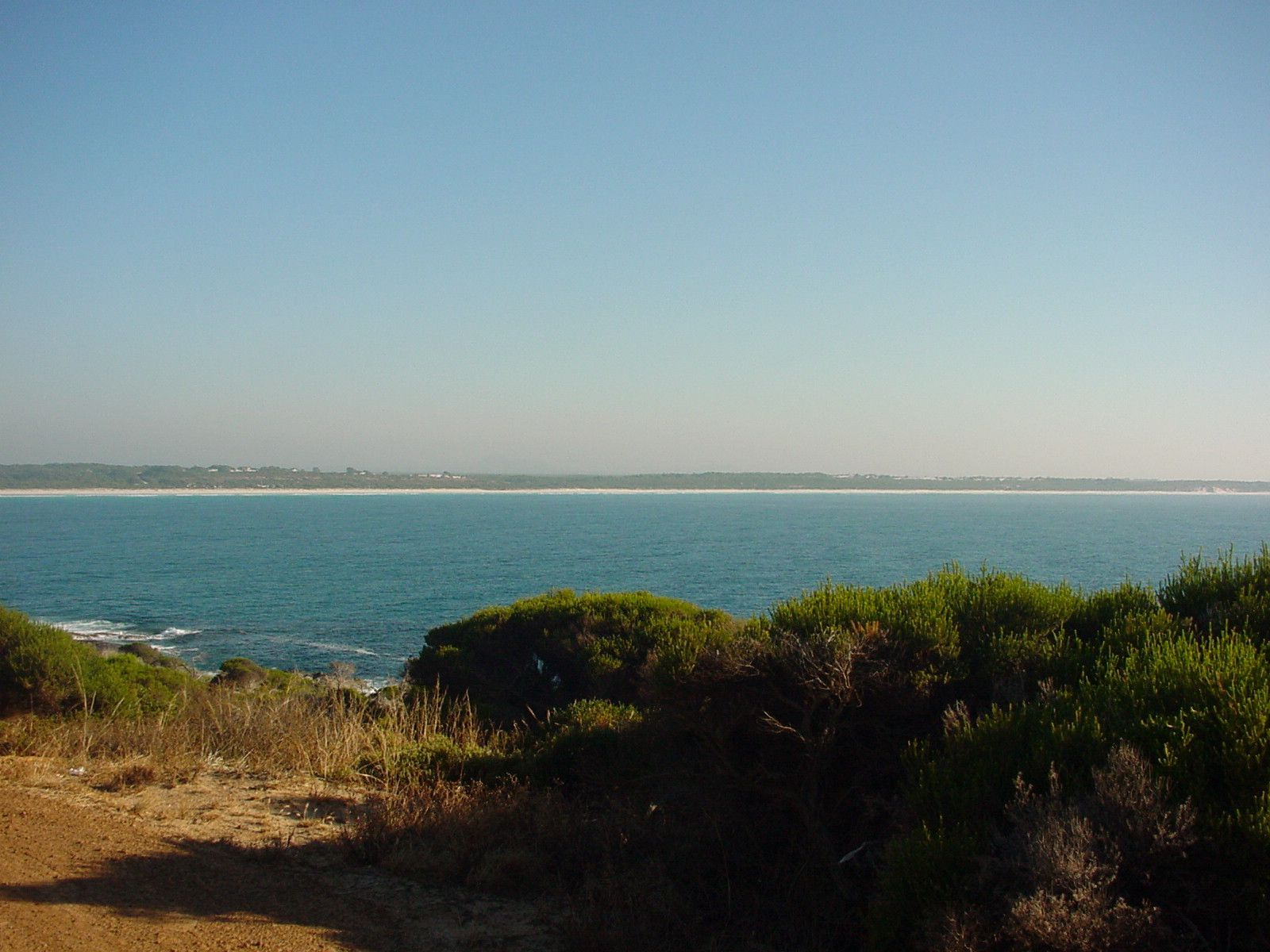
西オーストラリア州ブレマー・ベイ

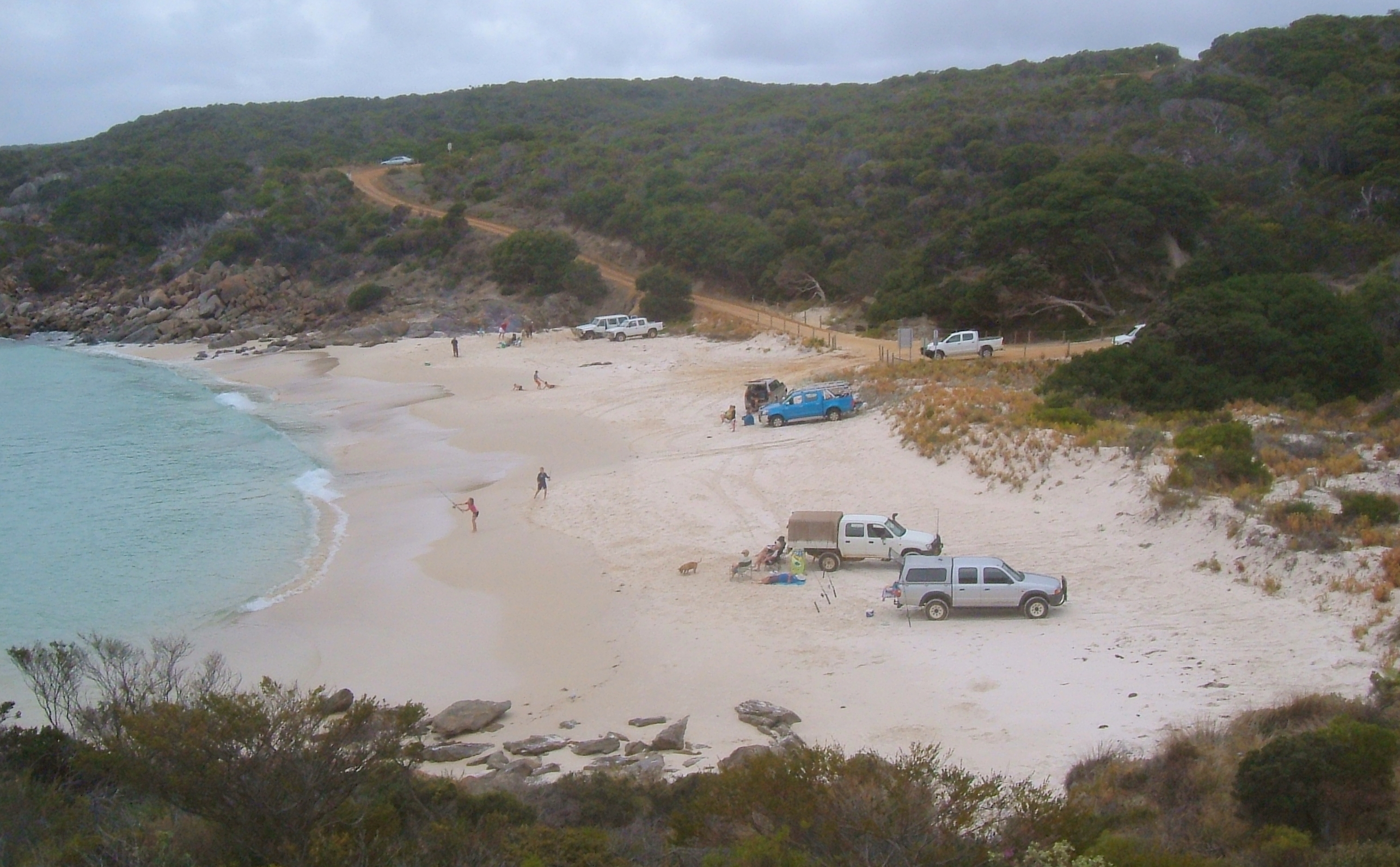
ブレマー・ベイのディロン湾（Dillon Bay）

ブレマー・ベイ（英語: Bremer Bay）は、オーストラリア西オーストラリア州グレート・サザン地域の南海岸にある町で、オールバニとエスペランスの間の海岸沿いにある。ブレマー川（Bremer River）の河口にあり、州都のパースからは南東へ515キロメートル（320マイル）、オールバニからは東へ180キロ（112マイル）にある。 
2016年には、町の人口は231人であった。2018年のクリスマスと年末年始の休暇期間中は、観光客のために町の人口は約6,500人に達した。
ブレマー・ベイは美しいビーチで知られている。おもなビーチは町から徒歩でわずか10分である。フィッシャリー・ビーチのマリーナには完璧なボート施設がある。ブレマー・マリン・パーク（Bremer Marine Park）が沖合にある。沖合はクジラ、シャチなどの巨大生物が集結する「謎の海域」であったが、深海からの海流によって栄養が豊富な海域で、深海には珍しいダイオウイカが生息することが最近分かった。
電力は風力とディーゼルのハイブリッド・システムによって生成される。

## 参照項目
- 西オーストラリア州の観光